# Administrativní dělení Indonésie

mapa indonéských provincií

Indonésii tvoří 38 provincií od roku 2022. Každá provincie má svá zákonodárná tělesa a guvernéra. Provincie se dělí na regentství (kabupaten) a města (kota), které jsou tvořeny subdistrikty (kecamatan) a ty dále seskupeními vesnic (desa nebo kelurahan). Po přijetí legislativy garantující regionální autonomii v roce 2001 se regentství a města stala klíčovými administrativními složkami státu, protože poskytují většinu veřejných služeb. V čele vesnické správy stojí volený starosta (lurah nebo kepala desa), který ovlivňuje záležitosti běžného života ve vesnici. Provincie Aceh, Jakarta, Yogyakarta a všechny papuánské disponují širšími legislativními pravomocemi a vyšší mírou autonomie na centrální vládě než zbývající provincie.

## Přehled provincií
| ISO kód | Provincie              | Hlavní město   | Rozloha (km²) | Obyvatelstvo | Geografická oblast  |
| ------- | ---------------------- | -------------- | ------------- | ------------ | ------------------- |
| ID-KS   | Jižní Kalimantan       | Banjarmasin    | 38 744        | 3 984 315    | Kalimantan          |
| ID-KU   | Severní Kalimantan     | Tanjung Selor  | 75 468        | 639 639      | Kalimantan          |
| ID-KT   | Střední Kalimantan     | Palangkaraya   | 153 565       | 2 490 178    | Kalimantan          |
| ID-KI   | Východní Kalimantan    | Samarinda      | 129 067       | 3 422 676    | Kalimantan          |
| ID-KB   | Západní Kalimantan     | Pontianak      | 147 307       | 4 783 209    | Kalimantan          |
| ID-SN   | Jižní Sulawesi         | Makasar        | 46 717        | 8 512 608    | Sulawesi            |
| ID-SG   | Jihovýchodní Sulawesi  | Kendari        | 38 068        | 2 495 248    | Sulawesi            |
| ID-SA   | Severní Sulawesi       | Manado         | 13 852        | 2 409 921    | Sulawesi            |
| ID-ST   | Střední Sulawesi       | Palu           | 61 841        | 2 872 857    | Sulawesi            |
| ID-SR   | Západní Sulawesi       | Mamuju         | 16 787        | 1 279 994    | Sulawesi            |
| ID-GO   | Gorontalo              | Gorontalo      | 11 257        | 1 131 670    | Sulawesi            |
| ID-YO   | Yogyakarta             | Yogyakarta     | 3 133         | 3 675 768    | Jáva                |
| ID-JT   | Střední Jáva           | Semarang       | 32 801        | 33 753 023   | Jáva                |
| ID-JI   | Východní Jáva          | Surabaja       | 47 800        | 38 828 061   | Jáva                |
| ID-JB   | Západní Jáva           | Bandung        | 35 378        | 46 668 214   | Jáva                |
| ID-JK   | Jakarta                | Jakarta        | 664           | 10 154 134   | Jáva                |
| ID-BT   | Banten                 | Serang         | 9 663         | 11 934 373   | Jáva                |
| ID-BA   | Bali                   | Denpasar       | 5 780         | 4 148 588    | Malé Sundy          |
| ID-NT   | Východní Nusa Tenggara | Kupang         | 48 718        | 5 112 760    | Malé Sundy          |
| ID-NB   | Západní Nusa Tenggara  | Mataram        | 18 572        | 4 830 118    | Malé Sundy          |
| ID-MA   | Moluky                 | Ambon          | 46 914        | 1 683 856    | Moluky              |
| ID-MU   | Severní Moluky         | Ternate        | 31 983        | 1 160 275    | Moluky              |
| ID-PA   | Papua                  | Jayapura       | 81 049        | 1 020 190    | Západní Nová Guinea |
| ID-PE   | Horská Papua           | Wamena         | 108 476       | 1 408 641    | Západní Nová Guinea |
| ID-PT   | Střední Papua          | Nabire         | 66 130        | 1 408 981    | Západní Nová Guinea |
| ID-PS   | Jižní Papua            | Merauke        | 131 493       | 517 623      | Západní Nová Guinea |
| ID-PB   | Západní Papua          | Manokwari      | 57 857        | 553 786      | Západní Nová Guinea |
| ID-PD   | Jihozápadní Papua      | Sorong         | 39 167        | 603 054      | Západní Nová Guinea |
| ID-RI   | Riau                   | Pekanbaru      | 87 024        | 6 330 941    | Sumatra             |
| ID-SS   | Jižní Sumatra          | Palembang      | 91 592        | 8 043 042    | Sumatra             |
| ID-SU   | Severní Sumatra        | Medan          | 72 981        | 13 923 262   | Sumatra             |
| ID-SB   | Západní Sumatra        | Padang         | 42 013        | 5 190 577    | Sumatra             |
| ID-BB   | Bangka-Belitung        | Pangkalpinang  | 16 424        | 1 370 331    | Sumatra             |
| ID-RK   | Ostrovy Riau           | Tanjungpinang  | 8 202         | 1 968 313    | Sumatra             |
| ID-JA   | Jambi                  | Jambi          | 50 058        | 3 397 164    | Sumatra             |
| ID-AC   | Ačeh                   | Banda Aceh     | 57 956        | 4 993 385    | Sumatra             |
| ID-BE   | Bengkulu               | Bengkulu       | 19 919        | 1 872 136    | Sumatra             |
| ID-LA   | Lampung                | Bandar Lampung | 34 624        | 8 109 601    | Sumatra             |